# Варни, Стивен
Стивен Эдвард Варни (англ. Stephen Edward Varney), также известный как Стивен Лоренцо Варни (англ. Stephen Lorenzo Varney, родился 16 мая 2001 года в Росхилле) — итальянский регбист валлийского происхождения, скрам-хав клуба «Ван» и сборной Италии.

## Биография

### Происхождение и семья
Родился 16 мая 2001 года в Росхилле (Пембрукшир). Отец — Эдриан Варни, регбист, выступал на позиции правого фланкера за любительские клубы, преимущественно известен по выступлениям за клубы «Нит» в 1987—1994 годах и «Кримих», ныне преподаватель колледжа Кередигион. Мать — итальянка Валерия, уроженка Западного Уэльса.
Прадед Стивена по материнской линии — Карло Фускони, служил в итальянской армии, во время Второй мировой войны воевал в Северной Африке против британцев и попал в плен, оказавшись в лагере военнопленных под городом Ньюкасл-Эмлин (англ. Newcastle Emlyn). После войны он отказался возвращаться на родину, оставшись в Уэльсе: позже туда же переехала прабабушка Стивена Анита со своей дочерью Адрианой. Адриана познакомилась с ещё одним итальянцем по имени Луиджи Каллегари, который с 17 лет работал в Уэльсе. Луиджи и Адриана поженились и завели ферму в Кардигане, где разводили коров. Там же родилась и мать Стивена.
Прабабушка Стивена дожила до 103 лет, скончавшись в 2007 году. Стивен провёл детство в Росхилле, помогая деду на ферме и воспитываясь в итальянской культуре. По его словам, одна его бабушка также живёт в Чезене, а двоюродная бабушка (сестра деда) — в Парме. Также у него есть старший брат Алекс, регбист, воспитанник академии «Кардифф Блюз».

### Начало игровой карьеры
Стивен учился в школе Пресели, начав там играть в регби: в 2017 году он выиграл с командой Кубок Уэльса среди школьников не старше 16 лет. Карьеру продолжал в клубе «Кримих», затем безуспешно пытался попасть в академию «Скарлетс» (команду Западного Уэльса U-16). На некоторое время он приостановил игровую карьеру, занявшись гольфом. Помимо этого, Стивен играл в футбол, был вратарём и даже выиграл в возрасте 11 лет Кубок Уэльса среди школьников в своей возрастной категории: в финальном матче была зафиксирована ничья, однако его команде как подавшей больше угловых присудили победу.
Позже Стивен поступил в колледж Хартпери, где решил изучать спортивные науки. Учась там, он получил предложение поступить в академию регбийного клуба «Глостер»: с колледжем и академией тесно сотрудничала Итальянская федерация регби, которая сумела привлечь к играм сборной Себастьяна Негри, Джейка Полледри и Каллума Брэйли. В академии «Глостера» Стивен тренировался вместе с англичанами Дэнни Сиприани и Уилли Хайнцем, а также шотландцем Беном Веллакоттом. В колледже Хартпери он играл с валлийцами Луисом Рисом-Заммитом и Томом Мэтьюсом в Чемпионшипе, отметившись играми против клубов «Бедфорд Блюз» и «Корниш Пайретс» в сезоне 2018/2019.
22 февраля 2020 года Варни провёл дебютный матч в Премьер-Лиге Англии против «Лондон Айриш», занеся попытку и принеся победу 36:23 «вишнёво-белым».

### Дебют в сборной Италии
В октябре 2018 года Стивена Варни пригласили на сборы в Тревизо в составе сборной Италии U-18, и в начале 2019 года он провёл дебютный матч за сборную Италии против Франции. В том же 2019 году на фестивале Кубка шести наций среди команд U-18 он вышел на замену в матче против Шотландии на стадионе «Хартпери», а затем сыграл на стадионе «Сиксуэйс» в Вустере против Франции. Также ему довелось сыграть в Глостере против Уэльса: в ходе матча он занёс две попытки и принёс своей сборной победу со счётом 34:13. Всего в 4 матчах Стивен занёс 4 попытки.
В 2020 году Варни был приглашён в сборную Италии до 20 лет в канун молодёжного Кубка шести наций. В игре против Уэльса 31 января 2020 года он помог команде одержать победу 17:7.
14 ноября 2020 года в матче Осеннего кубка наций состоялся его дебют за сборную Италии матчем против Шотландии (поражение 17:28).

### Стиль игры
Главный тренер команды колледжа Хартпери Уэйн Томпсон называл Стивена выдающимся игроком в сезоне 2018/2019, который способен ускорить игру точными ударами и приёмом мяча, а также умением принимать верные решения в нужный момент. Менеджер академии «Глостера» Ричард Уиффин отмечал прогресс Стивена, выделяя его навыки и умение читать игру.

## Достижения
Чемпионат Англии по регби-7
- Обладатель Тарелки: 2019[англ.][13]